# Nigramma diffusa
Nigramma diffusa là một loài bướm đêm trong họ Noctuidae.